# Огнени кули
Огнените кули (на азербайджански Alov Qüllələri) съставят ултрамодерен архитектурен ансамбъл от три небостъргача в Баку, столицата на Азербайджан. Формата им напомня огнени езици, препратка към герба на града, на който също са изобразени три пламъка. От птичи поглед, структурата на комплекса напомня герба на Азербайджан.
Това са най-високите сгради в цялата страна, станали символ на столицата, които се виждат от всяка нейна точка. По своя дизайн и главно благодарение на вечерното им осветяване, те действително напомнят огромни движещи се пламъци. Издигнати са в западната част на града, на висок хълм с изглед към залива и стария център. Със светлинните си илюминации те осветяват цялата околност.

## Архитектура
Кулите са изградени на мястото на бившия хотел „Москва“. Строителството им продължава пет години – от 2007 до 2012 година. Според предвижданията е трябвало да бъде завършено само за 3 години, но заради неблагоприятни климатични условия, срокът е променен. В единия небостъргач са разположени офиси, в другия – жилищни апартаменти, а третият е зает от петзвезден разкошен хотел с 347 номера на стаите.
Общата полезна площ на целия комплекс е 227 000 m2, а височината на всяка една от сградите е различна.
- В най-високия небостъргач са изградени жилищни апартаменти. Сградата достига височина до 181,70 метра, състои се от 39 етажа, има осигурени 50 паркоместа и изграждането му струва $157 000 000.[5]
- В средния се намира хотелът, сградата има височина 164,60 m, състои се от 36 етажа, има осигурени 50 паркоместа и изграждането му струва също $157 000 000.[6]
- Най-ниският е офис-сграда с височина 160,80 m, състои се от 28 етажа, също има осигурени 50 паркоместа и изграждането му струва $157 000 000.[7]

Проектът, който е изключително успешен, е разработен от американската компания HOK International, а идеята за кулите е взета от символите на Азербайджан. Изпълнението е осъществено от азербайджано-турската компания DIA Holding.

## Илюминации
Фасадите на трите кули са превърнати в гигантски екрани с използването на повече от 10 000 светодиоди с висока мощност. За да се изпълни проектът, Traxon, дъщерна фирма на OSRAM Licht AG, създава мрежа от специални закрепващи устройства. Те са монтирани на вътрешната страна на прозорците, с което се създава илюзия за ленти от светлина. Основното предизвикателство в този проект са вариращите размери на прозорците и изискването максималната пролука между осветителните тела и дограмата да бъде по-малка от 5 cm. Екипът на проекта успява да намали общия размер на необходимите приспособления до 16 различни модулни дължини, които да отговарят на прозоречните отвори.
Фасадите на трите сгради са изцяло покрити с тези LED-екрани, които се включват всяка вечер. Играта на цветове и светлини по тях непрекъснато се прелива и напомня нестабилното движение на огнени езици. Зрелището е изключително ефектно и, като се има предвид и големите размери на небостъргачите, те се превръщат в три огромни факли. Обикновено се излъчват образи на горящи пламъци, но интелигентната система за контрол позволява прости промени, които да дадат възможност за допълнителни анимации и графики при специални събития. Такива са използвани например по време на песенния конкурс „Евровизия“ през 2012 година.

## Любопитно
- Според проучване на влиятелния урбанистичен форум skyscrapercity.com, осветяването на кулите е признато за най-доброто в света.[1]
- По решение на журито на „Emporis Skyscraper Award“, бакинските кули са поставени на 6-о място измежду най-добрите небостъргачи в света за 2013 година.[4]
- Строителството на ансамбъла е тема на предаване на една от сериите на Build It Bigger на каналите Discovery и Science Channel.[4]

- Гербът на Баку